# Bollmannia boqueronensis
Bollmannia boqueronensis là một loài cá biển thuộc chi Bollmannia trong họ Cá bống trắng. Loài cá này được mô tả lần đầu tiên vào năm 1899.

## Từ nguyên
Từ định danh boqueronensis được đặt theo tên gọi của vùng Ensenada del Boqueron ở Puerto Rico (–ensis: hậu tố trong tiếng Latinh biểu thị nơi chốn), là nơi mà mẫu định danh của loài cá này được thu thập.

## Phân bố và môi trường sống
B. boqueronensis có phân bố dọc theo Tây Đại Tây Dương, từ Florida Keys ngược lên St. Petersburg, Florida, và từ bãi ngầm Campeche dọc theo bờ biển Trung Mỹ và Nam Mỹ tới Venezuela, ở vùng Caribe từ Đại Antilles đến Tobago.
B. boqueronensis sống ở vùng nước xa bờ, được tìm thấy trên đáy bùn cát hay trầm tích mịn gần rạn san hô, độ sâu khoảng 8–73 m.

## Mô tả
Chiều dài cơ thể lớn nhất được ghi nhận ở B. boqueronensis là 10 cm. Nửa đầu trên và thân màu nâu xám, hai bên lườn có 4–5 đốm nâu, nối nhau bằng một sọc nhạt từ mắt đến gốc vây đuôi. Không có sọc đen phía trên môi trên. Má và nắp mang có vài vạch nâu. Vây lưng trước có đốm đen lớn ở cuối. Vây bụng thường có màu sáng hoặc hơi sẫm.
Số gai vây lưng: 7; Số tia vây lưng: 11–13; Số gai vây hậu môn: 1; Số tia vây hậu môn: 11–13; Số gai vây bụng: 1; Số tia vây bụng: 5; Số tia vây ngực: 19–23.